# Henry Grimes (rugby à XV)
Pour les articles homonymes, voir Henry Grimes et Grimes.
Pas d'image ? Cliquez ici

a Compétitions nationales et continentales officielles uniquement.

Dernière mise à jour le 26 août 2011.
Henry Grimes, né le 25 janvier 1980 à Pretoria, est un joueur de rugby à XV sud-africain évoluant dans les rangs des Griqualand West Griquas et jouant au poste de deuxième ligne.

## Biographie
Après avoir joué dans les équipes de jeunes des Blue Bulls, Henry Grimes se consacre à ses études à l’université de Pretoria (il est sélectionné pour l’équipe d’Afrique du Sud universitaire) et joue pour l'équipe amateur des Blue Bulls. Il vient au rugby professionnel à l’âge de 26 ans.